# Planinec
Planinec (tudi gornik) je  oseba, ki hodi v hribe, gore. Je pohodnik, lahko tudi plezalec. Podobni izrazi so hribolazec, gorník, v plezalskem smislu še alpinist. Planinec je pa tudi veliko več, je tudi ljubitelj narave in človek, ki skrbi da narava ostaja čista tudi za prihodnje generacije. V Sloveniji je planinarjenje priljubljena oblika individualne in skupinske rekreacije.
Gibanje v gorah obsega izlete, pohode, orientacijska tekmovanja, turno smučanje in planinske tabore.
Planinec svoje potrebe in želje lahko uresničuje v okviru Planinskega društva, kluba ali individualno. V letu 2012 so bili planinci v Sloveniji vključeni v 276 planinskih društev in klubov, ki delujejo v okviru Planinske zveze Slovenije. V njih je bilo skoraj 58.500 članov vseh kategorij. Tako A in B člani, B1 člani (kamor so vključeni starejši od 65 let), člane S + Š (kamor sodijo študentje in srednješolci), ter mladi člani P + O (predšolski in osnovnošolski otroci).
Da bi bil človek pravilno usposobljen za obiskovanje gora, potekajo v okviru planinskega društva in Planinske zveze že od leta 1961, izobraževanja. Ustrezno znanje o gibanju v gorah, orientaciji, poznavanju vremenskih pojavov, prehranjevanju, obleki, obutvi in tehnični opremi je pomembno, da bi se izognili nesrečam. Izobraževanje poteka v okviru vodenih pohodov pa tudi na posebnih akcijah, ki jih organizirajo planinski vodniki v okviru društva.
Izobražuje se tudi najmlajše v okviru akcije Mladi planinec in Ciciban planinec. Aktivnosti v okviru Mladinske komisije PZS potekajo od leta 1969 oz. 1975. Mlade planince se tako želi usmeriti k zdravemu načinu življenja v naravi, jih seznaniti z osnovami gibanja v gorah in z varnostnimi ukrepi ter razvijati vrline kot so tovarištvo, poštenost, plemenitost, delavnost, vztrajnost in vedoželjnost. Tudi nekatere osnovne šole imajo planinski krožek kot dopolnilno dejavnost.

## Planinska šola
V planinski šoli planinec spozna zgodovino planinstva doma in v svetu, planinsko organizacijo, planinske vrednote (spoznavanje in varstvo gorske narave, planinske poti, planinske koče,...),  kodeks planicev in podobna splošna znanja.
Naslednje pomembno znanje, ki ga mora osvojiti planinec se tiče prehranjevanja v gorah in pravil obnašanja. V planinski šoli se nauči tudi osnov prve pomoči in reševanja ter spozna organiziranost in delo Gorske reševalne službe.
Pomembno za gibanje v gorah je tudi poznavanje gorske pokrajine: nadmorska višina, naklon, ekspozicija, nastanek gora so samo nekateri pojmi, ki jih spoznamo v planinski šoli. Varstvo gorske narave je dejavnost, ki se je morajo planinci še kako zavedati. Sem sodi tako varovanje rastlin in živali (predvsem ogroženih vrst) kot tudi varovanje naravne dediščine in omejevanje prometa.
Hoja v hribe poteka po planinskih poteh pa tudi po brezpotjih, če planinec tako gibanje obvlada in mu to dovoljuje njegova psiho-fizična pripravljenost. Planinec mora poznati oznake poti, mora se znati orientirati v prostoru, mora znati brati zemljevide, danes že tudi uporabljati GPS naprave.
In najpomembnejše znanje planinca je primerno načrtovanje planinske ture, kjer mora upoštevati tako udeležence in njihove sposobnosti, velikost skupine, vremenske pogoje, eventualno tehnično in drugo opremo (bivakiranje), način prevoza, poznati nevarnosti ob poti in podobno.